# Girsberget
Girsberget är en ö i Finland. Den ligger i Bottenhavet och i kommunen Kristinestad i landskapet Österbotten, i den västra delen av landet. Ön ligger omkring 100 kilometer söder om Vasa och omkring 300 kilometer nordväst om Helsingfors. Girsberget ligger 10 meter över havet.
Öns area är 0,4 hektar och dess största längd är 90 meter i nord-sydlig riktning. I omgivningarna runt Girsberget växer i huvudsak blandskog. Runt Girsberget är det glesbefolkat, med 11 invånare per kvadratkilometer. Närmaste större samhälle är Kristinestad, 10,1 km norr om Girsberget.